# كروسفيد
كروسفيد هي فرقة روك أميركية تأسست في ولاية كلومبيا جنوب كارولينا عام 1993. وتعرف بهذا الاسم منذ عام 2002. وقبل هذا العام عرفت بأسماء أخرى مثل فرقة (نوثينغ) وفرقة (شوغردادي سوبر ستار).
أعضاء الفرقة هم أيد سولان (Ed Sloan) وهو المغني الرئيسي وعازف الغيتار، وليس هال (les Hall) وهو عازف البيانو والمفاتيح الموسيقية ومغني في الصف الخلفي، وميتش جيمز (Mitch James) مغني في الصف الخلفي وعازف على غيتار البيس وريان ييردون (Ryan Yerdon) عازف الطبل.
أصدرت الفرقة ثلاثة ألبومات، الأول صدر عام 2004 وحمل نفس اسم الفرقة وهو ألبوم كروسفيد، والثاني هو ألبوم «سقوط بعيد» (Falling Away) الذي صدر في عام 2006، والأخير هو ألبوم «جميعنا ننزف» (We All Bleed) الذي صدر في عام 2011.

## روابط خارجية
- كروسفيد على موقع ميوزك برينز (الإنجليزية)
- كروسفيد على موقع أول ميوزيك (الإنجليزية)
- كروسفيد على موقع ديسكوغز (الإنجليزية)